# تیم ویکفیلد
تیم ویکفیلد (انگلیسی: Tim Wakefield; ۲ اوت ۱۹۶۶ – ۱ اکتبر ۲۰۲۳) بازیکن بیس‌بال اهل ایالات متحده آمریکا بود که ۱۹ فصل در لیگ برتر بیسبال آمریکا بازی کرد. از باشگاه‌هایی که ویکفیلد در آنها بازی کرد می‌توان به بوستون رد ساکس اشاره کرد.